# Loureirophonte mediterranea
Loureirophonte mediterranea is een eenoogkreeftjessoort uit de familie van de Laophontidae. De wetenschappelijke naam van de soort is voor het eerst geldig gepubliceerd in 1993 door Fiers.